# Faysal bin Turki bin Faysal Al Sa'ud
Fayṣal bin Turkī bin Fayṣal Āl Saʿūd (27 aprile 1975) è un principe, imprenditore e ambientalista saudita, membro della famiglia reale Āl Saʿūd.

## Primi anni di vita e formazione
Il principe Faysal è nato il 27 aprile 1975 ed è figlio del principe Turki bin Faysal e di sua moglie Nouf bint Fahd bin Khalid Al Abd al-Rahman. Suo fratello Abd al-Aziz è pilota della Red Bull.
Come il padre, ha studiato relazioni internazionali presso la Edmund A. Walsh School of Foreign Service dell'Università di Georgetown. Ha poi proseguito gli studi presso il Calvin College, l'American Intercontinental University e la London School of Economics and Political Science dove ha conseguito un master in pianificazione e regolamentazione della politica ambientale.

## Global Strategic Studies Institute
Nel 2007 ha fondato il Global Strategic Studies Institute (GSSI) che è la prima organizzazione non governativa ambientale saudita. Il GSSI sostiene nuovi progetti di ricerca, incoraggiando lo sviluppo con un basso impatto ambientale e formulando linee guida e direttive in materia di politica ambientale. GSSI ha avviato un think tank che sarà in prima linea per l'implementazione delle energie rinnovabili nel Medio Oriente.
Uno dei progetti in corso del GSSI è la realizzazione della prima fattoria solare del regno su una superficie di 13 km² fuori Riad. Questo progetto sarà grande il doppio della Città Ambientale di Masdar in costruzione nell'emirato di Abu Dhabi.
La preoccupazione di Faysal per l'ambiente è stata sostenuta sia dalla vasta ricerca accademica che da una maggiore comprensione dell'importanza dell'Arabia Saudita per il futuro delle energie rinnovabili.
Il GSSI ha lavorato a stretto contatto con la First Energy Bank, la prima banca al mondo dedicata alle energie alternative. Nel 2007 First Energy Bank ha sponsorizzato lo yacht del principe alla regata dell'Unione Internazionale per la Conservazione della Natura a Barcellona.
Nel novembre del 2008 è stato invitato come ospite d'onore al vertice mondiale per l'ecologia di Tokyo che aveva come relatori ospiti anche Al Gore e Michael Nobel della Fondazione Nobel. Nel 2008 GSSI ha formato una partnership strategica con la World Environment TV, un'emittente ambientalista, in collaborazione con il dottor Tom Kelly, amministratore delegato del gruppo dell'emittente.
In passato ha lavorato come addetto politico all'ambasciata saudita negli Stati Uniti durante il mandato di Bandar bin Sultan come ambasciatore.

## Altri incarichi
Faysal bin Turki è direttore di Project Aware che collabora con PADI e la Commissione nazionale saudita per la conservazione della natura. Nel 1999 ha fondato la Faysal Blue Reef Divers che attualmente possiede tre scuole di immersione in tutto il regno e gestisce una serie di progetti di conservazione costiera.
È anche co-fondatore di F & F Law Firm e F & F Public Relations, che ha formato una partnership con diverse parti interessate.